# احمد باطبی
احمد باطِبی (زادهٔ ۴ خرداد ۱۳۵۶ در شیراز) روزنامه‌نگار، عکاس و فعال حقوق بشر ایرانی مقیم آمریکا است. او یکی از چهار دانشجویی بود که پس از دستگیری در وقایع هجدهٔ تیر ۱۳۷۸ از سوی دادگاه انقلاب به اعدام محکوم شد. چاپ عکس احمد باطبی درحالیکه پیراهن خونین دانشجوی دیگری را در دست داشت روی جلد مجلهٔ اکونومیست، تصویر او را به نماد مبارزات دانشجویی در ایران بدل کرد.

## دستگیری

انتشار این تصویر بر روی جلد مجلهٔ اکونومیست و بازتاب بین‌المللی آن به صدور حکم اعدام برای باطبی انجامید.

وی در وقایع هجدهٔ تیر ۱۳۷۸ و کوی دانشگاه تهران دستگیر شد و به اتهام اقدام علیه امنیت ملی کشور در کنار سه تن دیگر؛ اکبر محمدی (که همراه با برادرش دستگیر شده بود)، مهرداد لهراسبی و عباس دلدار به اعدام محکوم شد. به گفتهٔ قاضی دادگاه وی با قصد ایجاد تشویش و شوراندن دانشجویان سعی در ایجاد اغتشاش و جو ناسازگاری در دانشگاه را داشت که دستگیر شد.
چندی بعد و تحت فشارهای بین‌المللی، حکم اعدام باطبی و سه دانشجوی دیگر محکوم به اعدام، به ۱۵ سال حبس تخفیف داده شد.
این گمان وجود دارد که قرار گرفتن عکس معروف باطبی بر روی جلد مجلهٔ اکونومیست (عکاس:جمشید بایرامی، دبیر گروه عکس روزنامهٔ جامعه)، نشان می‌داد در تشدید مجازات او تأثیر مهمی داشته است. دادسرای انقلاب وعدهٔ آزادی او با قید وثیقه را کان لم یکن تلقی نموده و او را تا انجام تحقیقات بیشتر در بازداشت نگه داشتند. این تصویر و صدور حکم اعدام باطبی سبب شد تا وی در آن زمان به نماد جنبش دانشجویی ایران بدل گردد.

## دادگاه
از آنجا که جلسهٔ دادگاه احمد باطبی غیر علنی برگزار شد هیچ‌یک از نشریات نتوانستند گزارشی در اینباره منتشر کرده یا به جزئیات آن دست یابند. وی در نامه‌ای به رئیس قوهٔ قضائیه، جریان یکی از محاکمه‌هایش و محکوم شدن به اعدام را شرح داد.

## شکنجه و زندان
باطبی در گفتگو با رادیو زمانه گفت که در زندان به دلیل تحمل شکنجه و حبس طولانی سکتهٔ ناقص مغزی کرده و به کما رفته است و همچنین در نامه به رئیس قوهٔ قضاییه ایران نوشت به بیماری‌های مختلف مبتلا گردیده است.
وی در گفتگو با روزنامهٔ هرالد تریبون بین‌المللی دربارهٔ شکنجه‌ها گفت که ۱۷ ماه را در حبس انفرادی همراه شکنجه گذرانده است. بازجویان در تلاش بودند تا وی در یک اعتراف ویدئویی بگوید که پیراهن خونین متعلق به همکلاسی دانشجوی وی نبوده و با خون حیوانات رنگ شده است.
وی می‌گوید دو بار او را با چشم بسته به پای چوبهٔ دار بردند که یک بار برای ۴۵ دقیقه، طناب دار به گردن او بود و بار دیگر، با چشمان بسته طناب دار به گردنش انداخته و دو نفر دیگر را در کنار او دار زدند. بازجویان با کابل فلزی بیضه‌های او را مضروب کردند، دندان‌هایش را شکستند، سرش را در مدفوعش فرو بردند، دست‌هایش را از پشت می‌بستند و از سقف می‌آویختند، او را محکم به یک صندلی می‌بستند، شب‌های متوالی بیدارش نگاه می‌داشتند و روی بریدگی‌هایش نمک می‌پاشیدند. باطبی می‌گوید برای آنکه دیوانه نشود با بازجویان مقابله می‌کرده است.
وی در گفتگو با بخش فارسی صدای آمریکا شکنجه‌های روحی و جسمی‌اش را در زندان تشریح کرد و گفت بر اثر شکنجه‌هایی که بر وی وارد شده بخش راست مغزش متورم گشته است. وی همچنین به فشار و تهدید خانواده‌های زندانیان اشاره کرد و هدف از این شکنجه‌ها را اعتراف گرفتن به مسائلی از پیش تعیین شده معرفی کرد.
پزشک معالج وی دکتر حسام فیروزی به دلیل گفتگو با رسانه‌ها دربارهٔ وضعیت وی و بیماری‌هایی که او در زندان بدان‌ها مبتلا شده است متهم به تبلیغ علیه نظام و محکوم به یک سال حبس قطعی شد.
فشارها به باطبی به حدی بود که حتی خانوادهٔ وی نیز از تعرضات دستگاه اطلاعاتی و قضایی ایران در امان نماندند. از نمونه فشارهای وارد به خانوادهٔ باطبی می‌توان به دستگیری سمیه بینات (همسر وی در زمان دستگیری) و همچنین سانسور همیشگی نام خواهرش ماریا باطبی، قهرمان کاراتهٔ کشور در رسانه‌ها خبر داد.
پس از ربودن همسر او در گرگان مقام‌های اطلاعاتی او را مجبور کردند در تماسی با خانواده‌اش بگوید که در یک سفر کاری در مشهد است. احمد باطبی پس از اعلام ربودن بینات دست به اعتصاب غذای خشک در زندان زد و به دلیل وخامت حال به بیمارستان منتقل شد. مأموران از درمان وی در بیمارستان شهدای تجریش جلوگیری کرده و پس از انتقال به بیمارستان امام خمینی، وی را به زندان بازگرداندند. عفو بین‌الملل نیز در بیانیه‌ای شخص علی خامنه‌ای را خطاب قرار داد و لزوم درمان احمد باطبی و آزادی سمیه بینات را به وی گوشزد کرد.
او پیش از آن نیز به دلیل دیدار با آمبئی لیگابو، گزارشگر حقوق بشر سازمان ملل توسط مأموران ربوده شده بود.
باطبی در مصاحبه با نوشابه امیری (روزنامه‌نگار مقیم پاریس) گفت که تحمل دوران مشقت بار زندان با توصیه‌های عباس امیرانتظام، قدیمی‌ترین زندانی سیاسی نظام جمهوری اسلامی ایران، برای وی ممکن شده است. وی یادآور می‌شود عباس امیرانتظام به وی مراجعه می‌کند و درخواست ملاقات می‌کند و در ملاقات‌هایش به باطبی راه کارها و فنونی را برای ادامهٔ زندان می‌آموزد.

## خروج از ایران
باطبی که یکی از آخرین زندانیان سیاسی وقایع هجدهٔ تیر در زندان‌های جمهوری اسلامی بوده است، پس از تحمل ۹ سال زندان از مرخصی استعلاجی خود استفاده کرده و نوروز ۱۳۸۷ ایران را ترک کرد.
وی توسط یکی از رابطان حزب دموکرات کردستان ایران و با کمک اعضای آن توانست از ایران خارج شود. وی می‌گوید که یک بار توسط تیم تروریستی ارسال شده از ایران تهدید شده است و پس از چندی وزارت اطلاعات تلفن وی را یافته و توسط یکی از بازجویانش تهدید شد که به ایران بازگردد. این تهدیدات باعث شد که دفتر سازمان ملل در اربیل سریع‌تر امکان خروج و سفر وی را به سوئد ایجاد کرد اما وکیل او توانست امکان سفر او به آمریکا را فراهم کند.
احمد باطبی با وثیقهٔ لطف‌الله میثمی برای مرخصی استعلاجی از زندان خارج شد و سپس گریخت. این وثیقه منزل مسکونی میثمی است. باطبی در پاسخ به منتقدان در مورد وثیقهٔ آزادی خود، گفت تاکنون که نه وثیقه‌ای مصادره شده و نه کسی حتی تهدید به توقیف آن کرده است. مناسبات من با آقای میثمی به خودمان مربوط است و من تدبیری هم اندیشیده‌ام که اگر مسئله‌ای متوجه ایشان شد، آن را حل کنم.

## فعالیت‌های رسانه‌ای

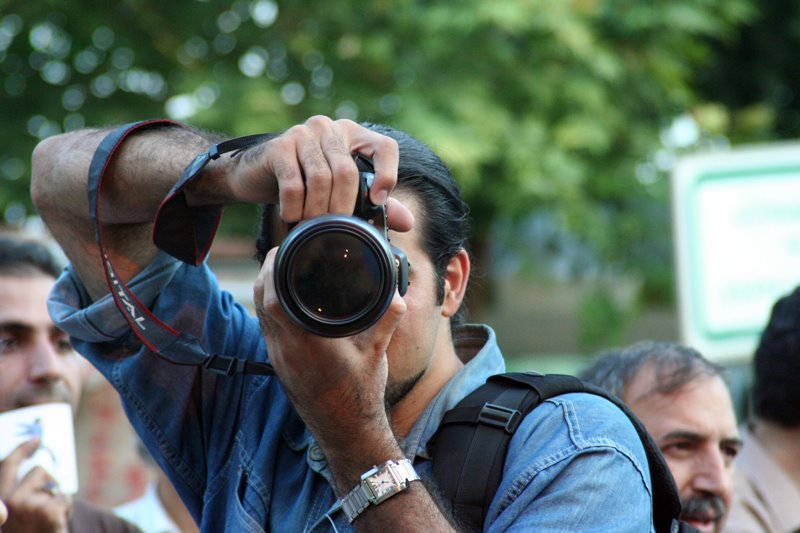
احمد باطبی، عکاس خبری در دانشگاه تهران، ۱۳۸۵

احمد باطبی از سال ۱۳۷۷ با نشریات دانشجویی فعالیت رسانه‌ای خود را آغاز کرد و در دوران مرخصی در سال‌های زندان نیز با نام‌های مستعار گوناگون مانند الهام اویسی، الف-ب و طیب احمدی با نشریات و تارنماهای بخارا، روزآن‌لاین، رادیو زمانه و … به عنوان عکاس و روزنامه‌نگار همکاری داشته است.
او همچنین از سال ۲۰۰۸ با بخش فارسی صدای آمریکا همکاری داشت ولی در اکتبر ۲۰۱۱ و در پی اعمال سیاست‌ها از سوی رامین عسگرد، رئیس بخش فارسی صدای آمریکا همکاری او به همراه سه نفر دیگر از برنامه‌سازان مطرح این رسانه خاتمه داده شد. این اقدام رامین عسگرد با واکنش‌های فراوانی از سوی مخاطبان صدای آمریکا مواجه شد. اما مدت کوتاهی پس از این اقدام، در تاریخ ۳۰ دسامبر ۲۰۱۱، احمد باطبی و کوروش صحتی از نو توسط صدای آمریکا دعوت به کار شدند. احمد باطبی هم‌اکنون به عنوان خبرنگار، نویسنده و تهیه‌کنندهٔ خبرهای مربوط به داخل ایران، در بخش فارسی صدای آمریکا (PNN) مشغول به کار است.
در سال ۱۳۸۷ صدور کارت خبرنگاری برای احمد باطبی جهت پوشش حضور محمود احمدی‌نژاد در مجمع عمومی سازمان ملل متحد در نیویورک مورد انتقاد رسانه‌های محافظه‌کار در ایران از جمله خبرگزاری فارس قرار گرفت. نهایتاً از حضور وی در مجمع و نشست مطبوعاتی جلوگیری به عمل آمد. وی اکنون به‌طور عمده در زمینه‌های حقوق بشر و فرهنگی با وبگاه روزآن‌لاین همکاری دارد.

## فعالیت حقوق بشری

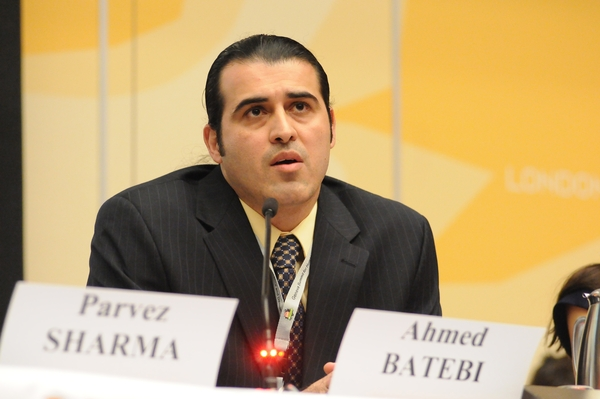
احمد باطبی، ژنو، سوئیس، مقر سازمان ملل متحد، ۲۰۰۹

احمد باطبی پیش از خروج از ایران در سال ۲۰۰۸ میلادی، به همراه برخی از دانشجویان زندانی و زندانیان سیاسی معتقد به فعالیت حقوق بشری همچون کیوان رفیعی، سازمان حقوق بشری را به نام مجموعهٔ فعالان حقوق بشر در ایران بنیانگذاری کرد.
مجموعهٔ فعالان حقوق بشر در ایران در ۲۰۰۹ میلادی در ایالات متحدهٔ آمریکا به عنوان یک سازمان حقوق بشری غیرانتفاعی به ثبت رسید.
مجموعهٔ فعالان حقوق بشر در ایران بارها از سوی نهادهای امنیتی جمهوری اسلامی ایران مورد حمله قرار گرفته و اعضای آن دستگیر و در فضای اینترنت نیز وبسایت‌های وابسته به آن به عنوان خروجی این سازمان مورد تخریب قرار گرفت.
نهادهای امنیتی ایران با ساختن برنامه‌های متعدد تلویزیونی این مجموعه را به وابستگی به نهادهای امنیتی کشورهای غربی متهم کرده و تهدید کردند که از راه پلیس بین‌المللی اینتر پل، احمد باطبی و کیوان رفیعی را به عنوان رهبران این سازمان مورد پیگرد بین‌المللی قرار خواهند داد.
احمد باطبی هم‌اکنون مسئولیت تشکیلات برون‌مرزی و سخنگویی «مجموعهٔ فعالان حقوق بشر در ایران» را بر عهده دارد. احمد باطبی در سال‌های اخیر با همین عنوان در همایش‌های جهانی شرکت کرده و گزارش‌های مربوط به وضعیت حقوق بشر ایران را به نمایندگی از مجموعهٔ فعالان حقوق بشر در ایران ارائه کرده است.
باطبی اکنون نقش سخنگوی برون مرزی مجموعهٔ فعالان حقوق بشر در ایران را ایفا می‌کند و از زمان اقامت در ایالات متحده بارها با این عنوان در میزگردهای تلویزیون فارسی صدای آمریکا شرکت کرده است.

## لابی‌گری در آمریکا
باطبی از جمله ایرانیانی است که در ایالات متحده در خصوص مقولهٔ حقوق بشر در ایران به لابی‌گری با دولت آمریکا پرداخت. او یکی از سخنرانان ویژهٔ فراخوان وزارت خارجهٔ آمریکا برای حمایت از حقوق بشر در ایران بود.
باطبی در سال ۲۰۱۹ با دونالد ترامپ رئیس‌جمهور آمریکا و مایک پنس معاون او دیدار و دربارهٔ پاکسازی رسانه‌های فارسی‌زبان از چهره‌های نزدیک به حکومت ایران، حمایت عملی از مخالفان جمهوری اسلامی، برخورد با لابی حکومت ایران در آمریکا و آقازاده‌های دوپاسپورتی صحبت کرد. دونالد ترامپ و بانوی اول آمریکا ملانیا ترامپ در همین سال از باطبی به دلیل تلاش‌های او برای آزادی و دمکراسی در ایران به صورت رسمی تقدیر کردند.
باطبی دسامبر سال ۲۰۱۹ نیز طی یک سخنرانی در همایش ویژهٔ حقوق بشر به میزبانی وزارت امور خارجهٔ ایالات متحدهٔ آمریکا، با اشاره به بحث صدور ارزش‌های  انقلاب به عنوان یکی از وظایفی که حکومت ایران برای خود تعریف کرده، از کتاب تحریرالوسیله نوشتهٔ  خمینی رونمایی کرد و از مورگان اورتگس، سخنگوی وزارت خارجه و مجری مراسم خواست تا مسئله دوازه از بخش نکاح این کتاب، با موضوع لذت‌جویی جنسی از کودکان را برای حاضران در مراسم روخوانی کند. واکنش خانم اورتگس و امتناع او از خواندن این بخش، پس از آگاهی از محتوی آن توجه بسیاری را به خود جلب کرد.

## برنامهٔ جامع اقدام مشترک
برخی اقدامات باطبی، نظیر حضور او در فیلم تبلیغاتی سال ۲۰۱۵ کمیتهٔ روابط عمومی آمریکا و اسرائیل (آیپک) در خصوص توافق هسته‌ای، یا امضاء نامهٔ هشداردهنده دربارهٔ عواقب پذیرش برجام را نشانهٔ مخالفت باطبی با برنامهٔ جامع اقدام مشترک تلقی می‌کنند، اما باطبی تاکنون به صراحت با برجام مخالفت نکرده و می‌گوید که این توافق را مشروط بر تحت‌الشعاع قرار ندادن مقولهٔ نقض حقوق بشر در ایران قبول دارد. باطبی در سال ۲۰۱۶، از امضاکنندگان نامه‌ای به دونالد ترامپ بود که برجام را فاجعه‌بار خوانده است. در این نامه از رئیس‌جمهور منتخب آمریکا خواسته شد که تحریم‌ها علیه سپاه پاسداران انقلاب اسلامی و نهادهای زیرنظر خامنه‌ای شدت یابد.

## سفر صلح به اسرائیل
احمد باطبی عضو گروهی از ایرانیان غیر یهودی بود که ماه ژوئیه سال ۲۰۲۱، برای اولین بار پس از انقلاب ۱۳۵۷ به صورت خودخواسته و علنی به اسرائیل سفر کردند. این گروه در سفر خود از اورشلیم، تل‌آویو، بلندی‌های جولان و مراکز نظامی و صنعتی اسرائیل بازدید کرده و با مقامات دولت، چهره‌های اجتماعی و شهروندان اسرائیلی دیدار و گفتگو کردند. باطبی هدف از این سفر را ایجاد پل دوستی بین دو ملت ایران و اسرائیل عنوان کرده و از مردم اسرائیل خواست که اقدامات خصمانه جمهوری اسلامی را به پای ملت ایران ننویسند و حساب مردم را از رژیم ایران جدا کنند. او خطاب به مردم اسرائیل گفت که ما مردم ایران دشمن شما نیستم.

## تحصیلات
باطبی پس از دستگیری و محکومیت به حبس طولانی مدت امکان ادامه تحصیل در رشته فیلم‌سازی را نیافت. او در زندان در مقطع لیسانس رشته جامعه‌شناسی دانشگاه پیام نور شرکت کرد. باطبی در آمریکا موفق به اتمام دوره کارشناسی ارشد در رشته ضمانت داده و امنیت اطلاعات شده و تحصلات خود را تا مقطع دکترا، در رشته امنیت سایبری ادامه داد.

## بازتاب
- روزنامهٔ کیهان در خبری با عنوان «وقتی حقوق بگیران سیا، در ایران یکدیگر را لو می‌دهند» مدعی شد که دکتر حسام فیروزی به دلیل مسائل مالی از احمد باطبی شکایت کرده است. البته دکتر فیروزی با انتشار بیانیه‌ای خبرسازی کیهان را قویا تکذیب کرد و خواستار چاپ جوابیه در کیهان طبق قانون مطبوعات شد.[۷۱]
- مجلهٔ اکونومیست که در جریان وقایع ۱۸ تیر تصویر باطبی را در صفحهٔ اول خود منتشر کرده بود، مجدداً پس از خروج وی از ایران عکس او را در صفحهٔ اول قرار داد و در مقاله‌ای با عنوان «سکوت بیشتر نه» به بررسی وضعیت مبارزات دانشجویی در ایران پرداخت.[۷۲]
- پژمان اکبرزاده در ۳۰ اوت ۲۰۰۸ در دانشگاه کلن در آلمان کنسرتی اجرا و آن را به احمد باطبی تقدیم کرد.[۷۳] کنسرت حاشیه‌هایی را نیز در پی داشت.[۷۴]